# Caudiferidae
Caudiferidae — родина саркоптиформних кліщів надродини Pterolichoidea. Живуть в шкірі птахів.

## Роди
- Caudifera
- Semicaudifera